# Myospila compressipalpis
Myospila compressipalpis är en tvåvingeart som först beskrevs av Stein 1910.  Myospila compressipalpis ingår i släktet Myospila och familjen husflugor.
Artens utbredningsområde är Seychellerna. Inga underarter finns listade i Catalogue of Life.